# Stonefunkers
Stonefunkers var en svensk Göteborgsbaserad musikgrupp som spelade funk med inslag av soul och rap. Gruppen var aktiv mellan cirka 1984 och 1999, den återupplivades 2009.

## Biografi[1]
Stonefunkers rötter kan spåras till den Göteborgsbaserade hardcorepunkgruppen GBG-Boys som existerade under 1980-talets första år. Flera av medlemmarna i gruppen åkte därefter på utbytesstudier till USA. Vid återkomsten 1984 ombildades gruppen till the Stonefunkers och hade då influenser av funk, p-funk, soul, rap och Go-Go. 
Redan då var bröderna Emrik och Torsten Larsson gruppens centrum och framför allt Emriks karismatiska scenstil och mumlande lite hesa sång gav dem ett namn i Göteborgs klubbscen. Efter flera års flitigt spelande på dansklubbar runt om i Skandinavien hade gruppen stabiliserats och innehöll 1988 följande medlemmar (som uppträdde under artistnamn): 
- M-Rock, the Mighty Ugly (Emrik Larsson) - sång, rap
- Top-Steen (Torsten Larsson) - sång, elgitarr
- Davono (David Sellvert) - keyboards
- Steady Freddy (Fredrik Jahn) - keyboards
- Frenzy Jay (Frans James) - slagverk
- Conan (Magnus Corneliusson) - elbas
- Cheese (Christian Ekerfors) - slagverk
- Jean-Louis (Jean-Louis Huhta) - slagverk
- Papa Dee (Daniel Wahlgren) - rap, toast

1989 kom det första albumet ut; Hard As Kryptonite producerad av Christian Falk utgiven på det lilla entusiastbolaget Radium 226.05. Metronome fick i samband med det upp ögonen för gruppen och återutgav året efter en ommixad version av debuten, där fyra av låtarna hade helt, eller delvis nya produktioner. Harder Than Kryptonite, som albumet döptes till, innehöll även tidigare outgivna "Can U Follow?". Ett mindre lyckat försök att lansera gruppen i USA gjordes. 
Papa Dee hade nu fått igång sin solokarriär, han lämnade gruppen och ersattes av MC Cane och ADL. Efter ytterligare turnerande, bland annat i Tyskland, kom albumet No Problem 94 - Non-believers Stand Back! 1993, producerat av Henryk Lipp. Albumet blev gruppens mest framgångsrika försäljningsmässigt, den placerade sig på försäljningslistans plats 19 under två veckor i maj 1993. Singlarna M-rock Theory och Funkadeena spelades flitigt på radion. 
Stonefunkers lämnade nu Metronome/WEA och gick till det lilla skivbolaget Breakin' Bread, som drevs av Gordon Cyrus. 1995 kom albumet Material ut, producerat av gruppen själva. Det var inspelat i Holland och ett stilmässigt brott mot det förra albumet - musiken var friare, hårdare och mer jam-baserad. Även om gruppen fortfarande var populär i vissa skateboard-kretsar uteblev de större försäljningsframgångarna.
1996-97 turnerade delar av gruppen tillsammans med andra musiker under namnet Ugly All Stars som spelade funk-klassiker.
Under senare delen av 1990-talet blev Torsten Larsson en allt populärare musikproducent, och gruppens album Outstanding (1998) producerades av honom, det gavs ut av det lilla independentskivbolaget Lemon. Rapparen ADL hade nu lämnat gruppen och Emrik var ensam vokalist. Skivan passerade helt obemärkt förbi, och gruppen upplöstes i praktiken strax därefter även om det skulle dröja till 2001 innan det offentliggjordes. Sista inspelningen gjordes 1999 för ett välgörenhetsprojekt med Frälsningsarmén
I mars 2009 förklarade gruppen att de återförenats och skulle göra ett antal livespelningar under maj 2009.
Under 2018-19 släppte gruppen en handfull digitala singlar och albumet Stonefunkers Hidden Tracks pt. 1 på det egna skivbolaget Stonefunk Recordings. Materialet var liveupptagningar och tidigare outgivna demos.

## Diskografi efter album[9]

### Hard As Kryptonite
- Turn It Up – 12” single (Radium records, 1988)
- In Control - 12” single (Radium records, 1989)
- Hard As Kryptonite – LP, CD (Radium records, 1989)
- Talk!! -12” single (Radium records, 1989)

### Harder Than Kryptonite
- Harder Than Kryptonite – LP, CD (Metronome WEA, 1991)
- Can U Follow? – 12” single, single, single CD ( Metronome WEA, 1991)
- Bass Race – 12” single, single CD (Metronome WEA, 1991)

### No Problem 94 - Non-believers Stand Back!
- LPC (Lucky People Center) - 12" single, CD single (Metronome WEA, 1992)
- No Problem 94 - Non-believers Stand Back! - LP, CD (Metronome WEA, 1993)
- M-Rock Theory – 12” single, single, CD single (Metronome WEA, 1993)
- Funkadeena – 12” single, single, CD single (Metronome WEA, 1993)
- Busy – limited edition 12” single

### Material
- Material – CD (Breakin’ Bread/Sonet, 1995)
- Wreck The Show – 12” single, CD single (Breakin’ Bread/Sonet, 1995)
- Individuality – 12” single, CD single (Breakin’ Bread/Sonet, 1996)

### Outstanding
- Outstanding – CD (Lemon/Independent records, 1998)
- Living It Up (Go Crazy) – 12” single, CD single (Lemon/Independent records, 1998)
- Depend On Me – 12" single, CD single (Lemon/Independent records, 1998)
- This Kind Of Funk – CD single (Lemon/Independent records, 1999)
- Superglide / Hey How You Doin’ – promo 12”-white label